# エネクスフリート
エネクスフリート株式会社は軽油を中心とした石油販売（ガソリンスタンド、インタンク向け販売）を主な事業とし、エネフリの略称で全国にガソリンスタンドを展開し、車買取販売のアップルや、介護施設のレッツ倶楽部のフランチャイズ展開などを行っている日本の企業である。
複数の石油元売業者（ENEOS、コスモ石油、出光興産、カーエネクス）と契約しており、「エネフリ」の看板と供給元の看板を並べて掲げている。運送会社を中心とした顧客層に向けて大型トラック・トレーラーなどの大型車が給油可能な直営のガソリンスタンドを2017年現在、約140店舗展開している。2017年現在、伊藤忠エネクスの軽油販売の約40%、ガソリン販売の約10%を占める。旧商号はコーナンフリート株式会社で、創業者はホームセンターコーナンを運営するコーナン商事と同じく疋田耕造。

## 沿革
- 1957年1月 - 大阪市大正区にて木津川石油商会を創業。
- 1961年1月 - 伊藤忠燃料（現・伊藤忠エネクス）の特約店第1号給油所を堺市に建設し、名称を港南石油に変更。
- 1967年8月 - 資本金3,000万円で株式会社港南石油商会を設立。
- 1972年3月 - 港南株式会社に社名変更。
- 1977年4月 - 石油事業拡大につき資本金4,500万円でコーナンフリート株式会社設立。
- 1986年8月 - 本社を大阪府堺市西区鳳東町に移転。
- 2004年12月 - 子会社のオートジョイントコーナン株式会社を設立。
- 2008年9月 - 伊藤忠エネクスが全株式を取得[2]。
- 2009年4月 - 本社を大阪府大阪市淀川区西宮原に移転。
- 2011年4月 - エネクスフリート株式会社に社名変更。
- 2018年6月 - 環境省の「大型LNGトラックおよび最適燃料充填インフラの開発・実証事業」に協力し、大阪市住之江区に日本初のLNG（液化天然ガス）ステーションを開設[3]。
- 2018年6月 - 介護事業を開始し、兵庫県西宮市にリハビリ型デイサービス施設のレッツ倶楽部を開設。